# حالة نحوية

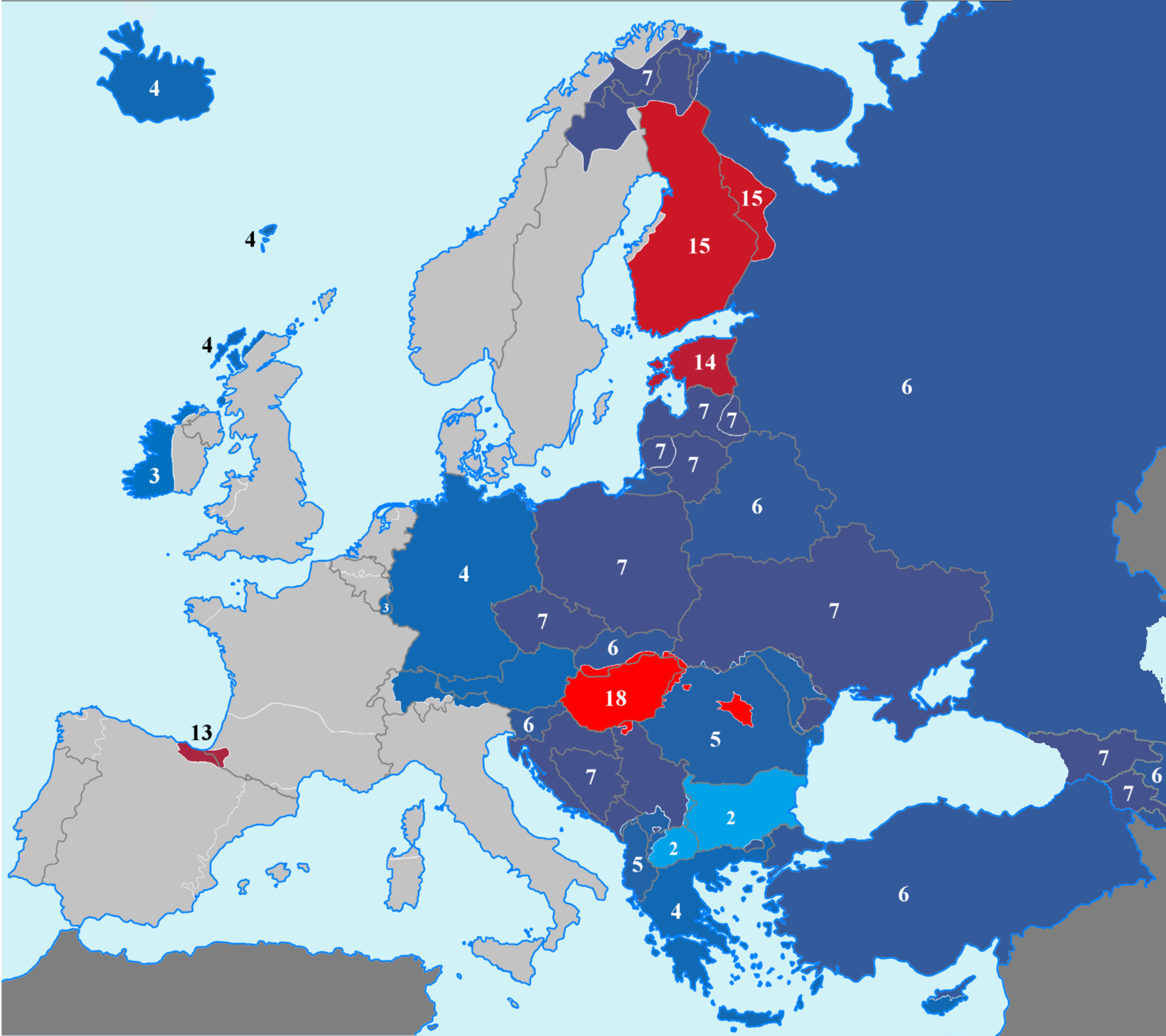

الحالة هي تصنيف نحوي يعكس الوظيفة النحوية التي يؤديها الاسم أو الضمير في عبارة، مقطع، أو جملة. في بعض اللغات تأخذ الأسماء، الضمائر، ومعدلاتها تصريفات مختلفة اعتماداً على أي حالة هي بها. وقد فقدت اللغة الإنجليزية إلى حد كبير لها نظام الحالات هذا، على الرغم من اأنه يمكن التمييز بين فروق الحالات مع الضمائر الشخصية: أشكال مثل I، He وwe تستخدم في دور المبتدأ ("أنا ركلت الكرة")، في حين أن أشكال مثل  me،  him و us تستخدم في دور المفعول به ( "جون ركلني").